# Hamonville

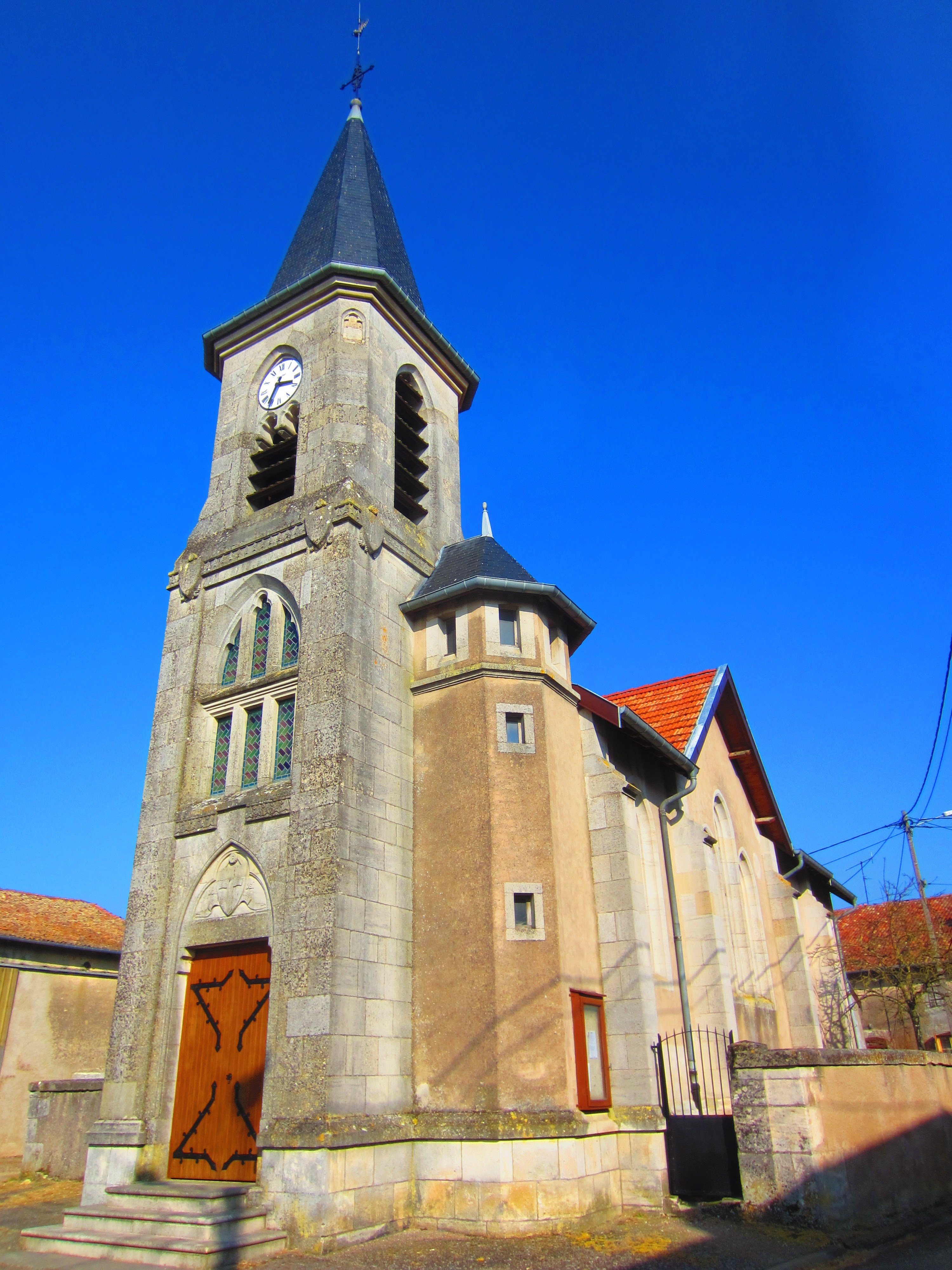
Kościół św. Mansweta (2012)

Hamonville – miejscowość i gmina we Francji, w regionie Grand Est, w departamencie Meurthe i Mozela.
Według danych na rok 1990 gminę zamieszkiwały 132 osoby, a gęstość zaludnienia wynosiła 20 osób/km² (wśród 2335 gmin Lotaryngii Hamonville plasuje się na 913. miejscu pod względem liczby ludności, natomiast pod względem powierzchni na miejscu 868.).

## Populacja

Populacja Hamonville w latach 1962–2008